# ドゥタンク
ドゥタンク（Dotank）は、特定の問題解決に向けた行動実践の伴う頭脳集団をいう。主に政策科学等の頭脳集団あるいは研究機関を意味するシンクタンクの派生概念であり、従来のシンクタンクのような調査研究のみに留まらず、対象とする分野の問題解決に向けた具体的な行動の伴う活動をとることに特徴がある。